# Collecchio
Collecchio (emilián nyelven Coléc) település Olaszországban, Emilia-Romagna régióban, Parma megyében. Lakosainak száma 14 684 fő (2023. január 1.). Collecchio Fornovo di Taro, Medesano, Noceto, Parma és Sala Baganza községekkel határos.

## Népesség
A település lakossága az elmúlt években az alábbi módon változott:
| Lakosok száma | 14 559 | 14 634 | 14 684 |
|               | 2017   | 2018   | 2023   |